# Liège–Bastogne–Liège 2025
Liège–Bastogne–Liège 2025 var den 111:e upplagan av belgiska cykelloppet Liège–Bastogne–Liège. Tävlingen avgjordes den den 27 april 2025 med både start och målgång i Liège. Loppet var en del av UCI World Tour 2025 och vanns av slovenske Tadej Pogačar från cykelstallet UAE Team Emirates XRG.

## Deltagande lag
| WorldTeams (18)- EF Education-EasyPost - Alpecin-Deceuninck - Arkéa-B&B Hotels - XDS Astana Team - Bahrain-Victorious - Cofidis - Decathlon AG2R La Mondiale Team - Groupama-FDJ - Ineos Grenadiers - Intermarché-Wanty - Lidl-Trek - Movistar Team - Red Bull-BORA-hansgrohe - Soudal Quick-Step - Team Picnic-PostNL - Team Jayco AlUla - Team Visma \| Lease a Bike - UAE Team Emirates XRG ProTeams (7)- Wagner Bazin WB - Lotto - Q36.5 Pro Cycling Team - Team TotalEnergies - Tudor Pro Cycling Team - Israel-Premier Tech - Uno-X Mobility |
| |

## Resultat
| \| Totaltävlingen \| Totaltävlingen \| Totaltävlingen \| Totaltävlingen \| Totaltävlingen \| \| Cyklist \| Cyklist \| Lag \| Tid \| \| \| -------------- \| ---------------------- \| -------------------------- \| -------------- \| -------------- \| \| 1. \| Tadej Pogačar \| UAE Team Emirates XRG \| 6t 00' 09" \| \| \| 2. \| Giulio Ciccone \| Lidl-Trek \| + 1' 03" \| \| \| 3. \| Ben Healy \| EF Education-EasyPost \| + 1' 03" \| \| \| 4. \| Simone Velasco \| XDS Astana Team \| + 1' 10" \| \| \| 5. \| Thibau Nys \| Lidl-Trek \| + 1' 10" \| \| \| 6. \| Andrea Bagioli \| Lidl-Trek \| + 1' 10" \| \| \| 7. \| Daniel Martínez \| Red Bull-Bora-Hansgrohe \| + 1' 10" \| \| \| 8. \| Axel Laurance \| Ineos Grenadiers \| + 1' 10" \| \| \| 9. \| Tom Pidcock \| Q36.5 Pro Cycling Team \| + 1' 10" \| \| \| 10. \| Neilson Powless \| EF Education-EasyPost \| + 1' 10" \| \| \| 11. \| Michael Matthews \| Team Jayco AlUla \| + 1' 10" \| \| \| 12. \| Oscar Onley \| Team Picnic-PostNL \| + 1' 10" \| \| \| 13. \| Tiesj Benoot \| Team Visma \\| Lease a Bike \| + 1' 10" \| \| \| 14. \| Emiel Verstrynge \| Alpecin-Deceuninck \| + 1' 10" \| \| \| 15. \| Alex Aranburu \| Cofidis \| + 1' 10" \| \| \| 16. \| Lennert Van Eetvelt \| Lotto \| + 1' 10" \| \| \| 17. \| Andreas Leknessund \| Uno-X Mobility \| + 1' 10" \| \| \| 18. \| Aurélien Paret-Peintre \| Decathlon-AG2R La Mondiale \| + 1' 10" \| \| \| 19. \| Romain Grégoire \| Groupama-FDJ \| + 1' 10" \| \| \| 20. \| Ben Tulett \| Team Visma \\| Lease a Bike \| + 1' 10" \| \| |                        |                            |            |
| |                        |                            |            |
| Källa: ProCyclingStats |                        |                            |            |
| Totaltävlingen |                        |                            |            |
| Cyklist | Cyklist                | Lag                        | Tid        |
| 1. | Tadej Pogačar          | UAE Team Emirates XRG      | 6t 00' 09" |
| 2. | Giulio Ciccone         | Lidl-Trek                  | + 1' 03"   |
| 3. | Ben Healy              | EF Education-EasyPost      | + 1' 03"   |
| 4. | Simone Velasco         | XDS Astana Team            | + 1' 10"   |
| 5. | Thibau Nys             | Lidl-Trek                  | + 1' 10"   |
| 6. | Andrea Bagioli         | Lidl-Trek                  | + 1' 10"   |
| 7. | Daniel Martínez        | Red Bull-Bora-Hansgrohe    | + 1' 10"   |
| 8. | Axel Laurance          | Ineos Grenadiers           | + 1' 10"   |
| 9. | Tom Pidcock            | Q36.5 Pro Cycling Team     | + 1' 10"   |
| 10. | Neilson Powless        | EF Education-EasyPost      | + 1' 10"   |
| 11. | Michael Matthews       | Team Jayco AlUla           | + 1' 10"   |
| 12. | Oscar Onley            | Team Picnic-PostNL         | + 1' 10"   |
| 13. | Tiesj Benoot           | Team Visma \| Lease a Bike | + 1' 10"   |
| 14. | Emiel Verstrynge       | Alpecin-Deceuninck         | + 1' 10"   |
| 15. | Alex Aranburu          | Cofidis                    | + 1' 10"   |
| 16. | Lennert Van Eetvelt    | Lotto                      | + 1' 10"   |
| 17. | Andreas Leknessund     | Uno-X Mobility             | + 1' 10"   |
| 18. | Aurélien Paret-Peintre | Decathlon-AG2R La Mondiale | + 1' 10"   |
| 19. | Romain Grégoire        | Groupama-FDJ               | + 1' 10"   |
| 20. | Ben Tulett             | Team Visma \| Lease a Bike | + 1' 10"   |

## Startlista
| UAE Team Emirates XRG UAD | UAE Team Emirates XRG UAD      | UAE Team Emirates XRG UAD |
| ------------------------- | ------------------------------ | ------------------------- |
| #                         | Cyklist                        | Placering                 |
| 1                         | Tadej Pogačar (SLO) (landsväg) | 1.                        |
| 2                         | Felix Großschartner (AUT)      | 101.                      |
| 3                         | Vegard Stake Laengen (NOR)     | DNF                       |
| 4                         | Brandon McNulty (USA)          | 26.                       |
| 5                         | Domen Novak (SLO) (landsväg)   | 102.                      |
| 6                         | Pavel Sivakov (FRA)            | 38.                       |
| 7                         | Florian Vermeersch (BEL)       | DNF                       |

| Team Picnic-PostNL TPP | Team Picnic-PostNL TPP | Team Picnic-PostNL TPP |
| ---------------------- | ---------------------- | ---------------------- |
| #                      | Cyklist                | Placering              |
| 11                     | Romain Bardet (FRA)    | 82.                    |
| 12                     | Warren Barguil (FRA)   | DNF                    |
| 13                     | Romain Combaud (FRA)   | DNF                    |
| 14                     | Chris Hamilton (AUS)   | 76.                    |
| 15                     | Enzo Leijnse (NED)     | DNF                    |
| 16                     | Oscar Onley (GBR)      | 12.                    |
| 17                     | Kevin Vermaerke (USA)  | DNF                    |

| Soudal Quick-Step SOQ | Soudal Quick-Step SOQ       | Soudal Quick-Step SOQ |
| --------------------- | --------------------------- | --------------------- |
| #                     | Cyklist                     | Placering             |
| 21                    | Remco Evenepoel (BEL)       | 59.                   |
| 22                    | Gil Gelders (BEL)           | DNF                   |
| 23                    | Maximilian Schachmann (GER) | 92.                   |
| 24                    | Pieter Serry (BEL)          | DNF                   |
| 25                    | Mauri Vansevenant (BEL)     | 35.                   |
| 26                    | Ilan Van Wilder (BEL)       | 89.                   |
| 27                    | Louis Vervaeke (BEL)        | DNF                   |

| Q36.5 Pro Cycling Team Q36 | Q36.5 Pro Cycling Team Q36 | Q36.5 Pro Cycling Team Q36 |
| -------------------------- | -------------------------- | -------------------------- |
| #                          | Cyklist                    | Placering                  |
| 31                         | Tom Pidcock (GBR)          | 9.                         |
| 32                         | Xabier Azparren (ESP)      | 87.                        |
| 33                         | Marcel Camprubí (ESP)      | 123.                       |
| 34                         | David de la Cruz (ESP)     | 86.                        |
| 35                         | Mark Donovan (GBR)         | DNF                        |
| 36                         | Milan Vader (NED)          | 77.                        |
| 37                         | Nickolas Zukowsky (CAN)    | 125.                       |

| Arkéa-B&B Hotels ARK | Arkéa-B&B Hotels ARK     | Arkéa-B&B Hotels ARK |
| -------------------- | ------------------------ | -------------------- |
| #                    | Cyklist                  | Placering            |
| 41                   | Kévin Vauquelin (FRA)    | 50.                  |
| 42                   | Anthony Delaplace (FRA)  | 95.                  |
| 43                   | Raúl García Pierna (ESP) | 97.                  |
| 44                   | Simon Guglielmi (FRA)    | 128.                 |
| 45                   | Laurens Huys (BEL)       | DNF                  |
| 46                   | Mathis Le Berre (FRA)    | 106.                 |
| 47                   | Louis Rouland (FRA)      | 78.                  |

| Red Bull-Bora-Hansgrohe RBH | Red Bull-Bora-Hansgrohe RBH | Red Bull-Bora-Hansgrohe RBH |
| --------------------------- | --------------------------- | --------------------------- |
| #                           | Cyklist                     | Placering                   |
| 51                          | Maxim Van Gils (BEL)        | DNF                         |
| 52                          | Roger Adrià (ESP)           | 27.                         |
| 53                          | Jonas Koch (GER)            | 124.                        |
| 54                          | Daniel Martínez (COL)       | 7.                          |
| 55                          | Gianni Moscon (ITA)         | DNF                         |
| 56                          | Giulio Pellizzari (ITA)     | 57.                         |
| 57                          | Frederik Wandahl (DEN)      | 75.                         |

| Tudor Pro Cycling Team TUD | Tudor Pro Cycling Team TUD     | Tudor Pro Cycling Team TUD |
| -------------------------- | ------------------------------ | -------------------------- |
| #                          | Cyklist                        | Placering                  |
| 61                         | Julian Alaphilippe (FRA)       | 58.                        |
| 62                         | Marco Brenner (GER) (landsväg) | 104.                       |
| 63                         | Miká Heming (GER)              | DNF                        |
| 64                         | Marc Hirschi (SUI)             | 45.                        |
| 65                         | Yannis Voisard (SUI)           | 105.                       |
| 66                         | Fabian Weiss (SUI)             | DNF                        |
| 67                         | Hannes Wilksch (GER)           | 103.                       |

| Israel-Premier Tech IPT | Israel-Premier Tech IPT | Israel-Premier Tech IPT |
| ----------------------- | ----------------------- | ----------------------- |
| #                       | Cyklist                 | Placering               |
| 71                      | Alexej Lutsenko (KAZ)   | 40.                     |
| 72                      | George Bennett (NZL)    | DNS                     |
| 73                      | Joseph Blackmore (GBR)  | 32.                     |
| 74                      | Simon Clarke (AUS)      | 62.                     |
| 75                      | Jakob Fuglsang (DEN)    | 96.                     |
| 76                      | Nick Schultz (AUS)      | 43.                     |
| 77                      | Stephen Williams (GBR)  | DNF                     |

| Ineos Grenadiers IGD | Ineos Grenadiers IGD   | Ineos Grenadiers IGD |
| -------------------- | ---------------------- | -------------------- |
| #                    | Cyklist                | Placering            |
| 81                   | Carlos Rodríguez (ESP) | 33.                  |
| 82                   | Laurens De Plus (BEL)  | 81.                  |
| 83                   | Tobias Foss (NOR)      | DNF                  |
| 84                   | Bob Jungels (LUX)      | DNF                  |
| 85                   | Axel Laurance (FRA)    | 8.                   |
| 86                   | Magnus Sheffield (USA) | 41.                  |
| 87                   | Geraint Thomas (GBR)   | 93.                  |

| Lidl-Trek LTK | Lidl-Trek LTK           | Lidl-Trek LTK |
| ------------- | ----------------------- | ------------- |
| #             | Cyklist                 | Placering     |
| 91            | Mattias Skjelmose (DEN) | 39.           |
| 92            | Andrea Bagioli (ITA)    | 6.            |
| 93            | Julien Bernard (FRA)    | 108.          |
| 94            | Giulio Ciccone (ITA)    | 2.            |
| 95            | Patrick Konrad (AUT)    | 63.           |
| 96            | Thibau Nys (BEL)        | 5.            |
| 97            | Otto Vergaerde (BEL)    | DNF           |

| Groupama-FDJ GFC | Groupama-FDJ GFC                | Groupama-FDJ GFC |
| ---------------- | ------------------------------- | ---------------- |
| #                | Cyklist                         | Placering        |
| 101              | Romain Grégoire (FRA)           | 19.              |
| 102              | Rémi Cavagna (FRA)              | 118.             |
| 103              | Kevin Geniets (LUX) (landsväg)  | 52.              |
| 104              | Valentin Madouas (FRA)          | 64.              |
| 105              | Guillaume Martin-Guyonnet (FRA) | 21.              |
| 106              | Rudy Molard (FRA)               | 56.              |
| 107              | Quentin Pacher (FRA)            | 109.             |

| Alpecin-Deceuninck ADC | Alpecin-Deceuninck ADC | Alpecin-Deceuninck ADC |
| ---------------------- | ---------------------- | ---------------------- |
| #                      | Cyklist                | Placering              |
| 111                    | Quinten Hermans (BEL)  | 47.                    |
| 112                    | Tobias Bayer (AUT)     | 119.                   |
| 113                    | Ramses Debruyne (BEL)  | 80.                    |
| 114                    | Gal Glivar (SLO)       | 126.                   |
| 115                    | Xandro Meurisse (BEL)  | 71.                    |
| 116                    | Stan Van Tricht (BEL)  | DNF                    |
| 117                    | Emiel Verstrynge (BEL) | 14.                    |

| Decathlon-AG2R La Mondiale DAT | Decathlon-AG2R La Mondiale DAT | Decathlon-AG2R La Mondiale DAT |
| ------------------------------ | ------------------------------ | ------------------------------ |
| #                              | Cyklist                        | Placering                      |
| 121                            | Aurélien Paret-Peintre (FRA)   | 18.                            |
| 122                            | Clément Berthet (FRA)          | 28.                            |
| 123                            | Noa Isidore (FRA)              | 115.                           |
| 124                            | Jordan Labrosse (FRA)          | 70.                            |
| 125                            | Nans Peters (FRA)              | 74.                            |
| 126                            | Callum Scotson (AUS)           | 98.                            |
| 127                            | Bastien Tronchon (FRA)         | 46.                            |

| XDS Astana Team XAT | XDS Astana Team XAT       | XDS Astana Team XAT |
| ------------------- | ------------------------- | ------------------- |
| #                   | Cyklist                   | Placering           |
| 131                 | Clément Champoussin (FRA) | 100.                |
| 132                 | Nicola Conci (ITA)        | 49.                 |
| 133                 | Anton Kuzmin (KAZ)        | DNF                 |
| 134                 | Christian Scaroni (ITA)   | 23.                 |
| 135                 | Ide Schelling (NED)       | DNF                 |
| 136                 | Diego Ulissi (ITA)        | 36.                 |
| 137                 | Simone Velasco (ITA)      | 4.                  |

| Bahrain Victorious TBV | Bahrain Victorious TBV   | Bahrain Victorious TBV |
| ---------------------- | ------------------------ | ---------------------- |
| #                      | Cyklist                  | Placering              |
| 141                    | Santiago Buitrago (COL)  | 37.                    |
| 142                    | Pello Bilbao (ESP)       | 29.                    |
| 143                    | Roman Ermakov (RUS)      | DNF                    |
| 144                    | Jack Haig (AUS)          | 53.                    |
| 145                    | Mathijs Paasschens (NED) | 112.                   |
| 146                    | Robert Stannard (AUS)    | DNF                    |
| 147                    | Edoardo Zambanini (ITA)  | 72.                    |

| Team Visma \| Lease a Bike TVL | Team Visma \| Lease a Bike TVL | Team Visma \| Lease a Bike TVL |
| ------------------------------ | ------------------------------ | ------------------------------ |
| #                              | Cyklist                        | Placering                      |
| 151                            | Tiesj Benoot (BEL)             | 13.                            |
| 152                            | Tijmen Graat (NED)             | 113.                           |
| 153                            | Ben Tulett (GBR)               | 20.                            |
| 154                            | Attila Valter (HUN) (landsväg) | 31.                            |
| 155                            | Loe van Belle (NED)            | DNF                            |
| 156                            | Tosh Van der Sande (BEL)       | DNF                            |
| 157                            | Julien Vermote (BEL)           | DNF                            |

| Movistar Team MOV | Movistar Team MOV       | Movistar Team MOV |
| ----------------- | ----------------------- | ----------------- |
| #                 | Cyklist                 | Placering         |
| 161               | Enric Mas (ESP)         | 99.               |
| 162               | Jorge Arcas (ESP)       | DNF               |
| 163               | Nelson Oliveira (POR)   | 54.               |
| 164               | Davide Formolo (ITA)    | 79.               |
| 165               | Ruben Guerreiro (POR)   | 55.               |
| 166               | Gregor Mühlberger (AUT) | DNF               |
| 167               | Mathias Norsgaard (DEN) | DNF               |

| Cofidis COF | Cofidis COF                    | Cofidis COF |
| ----------- | ------------------------------ | ----------- |
| #           | Cyklist                        | Placering   |
| 171         | Alex Aranburu (ESP) (landsväg) | 15.         |
| 172         | Valentin Ferron (FRA)          | DNF         |
| 173         | Ion Izagirre (ESP)             | 34.         |
| 174         | Jan Maas (NED)                 | DNF         |
| 175         | Sylvain Moniquet (BEL)         | 68.         |
| 176         | Paul Ourselin (FRA)            | 122.        |
| 177         | Dylan Teuns (BEL)              | 88.         |

| Uno-X Mobility UXM | Uno-X Mobility UXM               | Uno-X Mobility UXM |
| ------------------ | -------------------------------- | ------------------ |
| #                  | Cyklist                          | Placering          |
| 181                | Magnus Cort (DEN)                | 84.                |
| 182                | Martin Bugge Urianstad (NOR)     | DNF                |
| 183                | Fredrik Dversnes (NOR)           | 65.                |
| 184                | Ådne Holter (NOR)                | 66.                |
| 185                | Anders Halland Johannessen (NOR) | 116.               |
| 186                | Andreas Leknessund (NOR)         | 17.                |
| 187                | Sakarias Koller Løland (NOR)     | 67.                |

| EF Education-EasyPost EFE | EF Education-EasyPost EFE | EF Education-EasyPost EFE |
| ------------------------- | ------------------------- | ------------------------- |
| #                         | Cyklist                   | Placering                 |
| 191                       | Ben Healy (IRL)           | 3.                        |
| 192                       | Kasper Asgreen (DEN)      | 117.                      |
| 193                       | Samuele Battistella (ITA) | 90.                       |
| 194                       | Alex Baudin (FRA)         | 30.                       |
| 195                       | Neilson Powless (USA)     | 10.                       |
| 196                       | Archie Ryan (IRL)         | 61.                       |
| 197                       | Harry Sweeny (AUS)        | 91.                       |

| Team Jayco AlUla JAY | Team Jayco AlUla JAY          | Team Jayco AlUla JAY |
| -------------------- | ----------------------------- | -------------------- |
| #                    | Cyklist                       | Placering            |
| 201                  | Ben O'Connor (AUS)            | 44.                  |
| 202                  | Koen Bouwman (NED)            | 73.                  |
| 203                  | Chris Harper (AUS)            | 42.                  |
| 204                  | Michael Hepburn (AUS)         | DNF                  |
| 205                  | Michael Matthews (AUS)        | 11.                  |
| 206                  | Mauro Schmid (SUI) (landsväg) | 22.                  |
| 207                  | Filippo Zana (ITA)            | 51.                  |

| Intermarché-Wanty IWA | Intermarché-Wanty IWA        | Intermarché-Wanty IWA |
| --------------------- | ---------------------------- | --------------------- |
| #                     | Cyklist                      | Placering             |
| 211                   | Louis Barré (FRA)            | 25.                   |
| 212                   | Kamiel Bonneu (BEL)          | DNF                   |
| 213                   | Dries De Pooter (BEL)        | DNF                   |
| 214                   | Alexander Kamp Egested (DEN) | DNF                   |
| 215                   | Gerben Kuypers (BEL)         | DNF                   |
| 216                   | Tom Paquot (BEL)             | DNF                   |
| 217                   | Georg Zimmermann (GER)       | 48.                   |

| Lotto LOT | Lotto LOT                 | Lotto LOT |
| --------- | ------------------------- | --------- |
| #         | Cyklist                   | Placering |
| 221       | Lennert Van Eetvelt (BEL) | 16.       |
| 222       | Logan Currie (NZL)        | 94.       |
| 223       | Jarrad Drizners (AUS)     | DNF       |
| 224       | Arjen Livyns (BEL)        | DNF       |
| 225       | Eduardo Sepúlveda (ARG)   | 83.       |
| 226       | Reuben Thompson (NZL)     | 85.       |
| 227       | Jonas Gregaard (DEN)      | 114.      |

| Team TotalEnergies TEN | Team TotalEnergies TEN    | Team TotalEnergies TEN |
| ---------------------- | ------------------------- | ---------------------- |
| #                      | Cyklist                   | Placering              |
| 231                    | Jordan Jegat (FRA)        | 24.                    |
| 232                    | Rayan Boulahoite (FRA)    | 129.                   |
| 233                    | Mathieu Burgaudeau (FRA)  | 69.                    |
| 234                    | Fabien Doubey (FRA)       | 107.                   |
| 235                    | Fabien Grellier (FRA)     | 127.                   |
| 236                    | Valentin Retailleau (FRA) | 120.                   |
| 237                    | Baptiste Vadic (FRA)      | DNF                    |

| Wagner Bazin WB WB2 | Wagner Bazin WB WB2         | Wagner Bazin WB WB2 |
| ------------------- | --------------------------- | ------------------- |
| #                   | Cyklist                     | Placering           |
| 241                 | Floris De Tier (BEL)        | 60.                 |
| 242                 | Luca De Meester (BEL)       | DNF                 |
| 243                 | Ceriel Desal (BEL)          | 110.                |
| 244                 | Johan Meens (BEL)           | 111.                |
| 245                 | Henri-François Haquin (FRA) | 121.                |
| 246                 | Leander Van Hautegem (BEL)  | DNF                 |
| 247                 | Loïc Vliegen (BEL)          | DNF                 |

| UAE Team Emirates XRG UAD | UAE Team Emirates XRG UAD      | UAE Team Emirates XRG UAD |
| ------------------------- | ------------------------------ | ------------------------- |
| #                         | Cyklist                        | Placering                 |
| 1                         | Tadej Pogačar (SLO) (landsväg) | 1.                        |
| 2                         | Felix Großschartner (AUT)      | 101.                      |
| 3                         | Vegard Stake Laengen (NOR)     | DNF                       |
| 4                         | Brandon McNulty (USA)          | 26.                       |
| 5                         | Domen Novak (SLO) (landsväg)   | 102.                      |
| 6                         | Pavel Sivakov (FRA)            | 38.                       |
| 7                         | Florian Vermeersch (BEL)       | DNF                       |

| Team Picnic-PostNL TPP | Team Picnic-PostNL TPP | Team Picnic-PostNL TPP |
| ---------------------- | ---------------------- | ---------------------- |
| #                      | Cyklist                | Placering              |
| 11                     | Romain Bardet (FRA)    | 82.                    |
| 12                     | Warren Barguil (FRA)   | DNF                    |
| 13                     | Romain Combaud (FRA)   | DNF                    |
| 14                     | Chris Hamilton (AUS)   | 76.                    |
| 15                     | Enzo Leijnse (NED)     | DNF                    |
| 16                     | Oscar Onley (GBR)      | 12.                    |
| 17                     | Kevin Vermaerke (USA)  | DNF                    |

| Soudal Quick-Step SOQ | Soudal Quick-Step SOQ       | Soudal Quick-Step SOQ |
| --------------------- | --------------------------- | --------------------- |
| #                     | Cyklist                     | Placering             |
| 21                    | Remco Evenepoel (BEL)       | 59.                   |
| 22                    | Gil Gelders (BEL)           | DNF                   |
| 23                    | Maximilian Schachmann (GER) | 92.                   |
| 24                    | Pieter Serry (BEL)          | DNF                   |
| 25                    | Mauri Vansevenant (BEL)     | 35.                   |
| 26                    | Ilan Van Wilder (BEL)       | 89.                   |
| 27                    | Louis Vervaeke (BEL)        | DNF                   |

| Q36.5 Pro Cycling Team Q36 | Q36.5 Pro Cycling Team Q36 | Q36.5 Pro Cycling Team Q36 |
| -------------------------- | -------------------------- | -------------------------- |
| #                          | Cyklist                    | Placering                  |
| 31                         | Tom Pidcock (GBR)          | 9.                         |
| 32                         | Xabier Azparren (ESP)      | 87.                        |
| 33                         | Marcel Camprubí (ESP)      | 123.                       |
| 34                         | David de la Cruz (ESP)     | 86.                        |
| 35                         | Mark Donovan (GBR)         | DNF                        |
| 36                         | Milan Vader (NED)          | 77.                        |
| 37                         | Nickolas Zukowsky (CAN)    | 125.                       |

| Arkéa-B&B Hotels ARK | Arkéa-B&B Hotels ARK     | Arkéa-B&B Hotels ARK |
| -------------------- | ------------------------ | -------------------- |
| #                    | Cyklist                  | Placering            |
| 41                   | Kévin Vauquelin (FRA)    | 50.                  |
| 42                   | Anthony Delaplace (FRA)  | 95.                  |
| 43                   | Raúl García Pierna (ESP) | 97.                  |
| 44                   | Simon Guglielmi (FRA)    | 128.                 |
| 45                   | Laurens Huys (BEL)       | DNF                  |
| 46                   | Mathis Le Berre (FRA)    | 106.                 |
| 47                   | Louis Rouland (FRA)      | 78.                  |

| Red Bull-Bora-Hansgrohe RBH | Red Bull-Bora-Hansgrohe RBH | Red Bull-Bora-Hansgrohe RBH |
| --------------------------- | --------------------------- | --------------------------- |
| #                           | Cyklist                     | Placering                   |
| 51                          | Maxim Van Gils (BEL)        | DNF                         |
| 52                          | Roger Adrià (ESP)           | 27.                         |
| 53                          | Jonas Koch (GER)            | 124.                        |
| 54                          | Daniel Martínez (COL)       | 7.                          |
| 55                          | Gianni Moscon (ITA)         | DNF                         |
| 56                          | Giulio Pellizzari (ITA)     | 57.                         |
| 57                          | Frederik Wandahl (DEN)      | 75.                         |

| Tudor Pro Cycling Team TUD | Tudor Pro Cycling Team TUD     | Tudor Pro Cycling Team TUD |
| -------------------------- | ------------------------------ | -------------------------- |
| #                          | Cyklist                        | Placering                  |
| 61                         | Julian Alaphilippe (FRA)       | 58.                        |
| 62                         | Marco Brenner (GER) (landsväg) | 104.                       |
| 63                         | Miká Heming (GER)              | DNF                        |
| 64                         | Marc Hirschi (SUI)             | 45.                        |
| 65                         | Yannis Voisard (SUI)           | 105.                       |
| 66                         | Fabian Weiss (SUI)             | DNF                        |
| 67                         | Hannes Wilksch (GER)           | 103.                       |

| Israel-Premier Tech IPT | Israel-Premier Tech IPT | Israel-Premier Tech IPT |
| ----------------------- | ----------------------- | ----------------------- |
| #                       | Cyklist                 | Placering               |
| 71                      | Alexej Lutsenko (KAZ)   | 40.                     |
| 72                      | George Bennett (NZL)    | DNS                     |
| 73                      | Joseph Blackmore (GBR)  | 32.                     |
| 74                      | Simon Clarke (AUS)      | 62.                     |
| 75                      | Jakob Fuglsang (DEN)    | 96.                     |
| 76                      | Nick Schultz (AUS)      | 43.                     |
| 77                      | Stephen Williams (GBR)  | DNF                     |

| Ineos Grenadiers IGD | Ineos Grenadiers IGD   | Ineos Grenadiers IGD |
| -------------------- | ---------------------- | -------------------- |
| #                    | Cyklist                | Placering            |
| 81                   | Carlos Rodríguez (ESP) | 33.                  |
| 82                   | Laurens De Plus (BEL)  | 81.                  |
| 83                   | Tobias Foss (NOR)      | DNF                  |
| 84                   | Bob Jungels (LUX)      | DNF                  |
| 85                   | Axel Laurance (FRA)    | 8.                   |
| 86                   | Magnus Sheffield (USA) | 41.                  |
| 87                   | Geraint Thomas (GBR)   | 93.                  |

| Lidl-Trek LTK | Lidl-Trek LTK           | Lidl-Trek LTK |
| ------------- | ----------------------- | ------------- |
| #             | Cyklist                 | Placering     |
| 91            | Mattias Skjelmose (DEN) | 39.           |
| 92            | Andrea Bagioli (ITA)    | 6.            |
| 93            | Julien Bernard (FRA)    | 108.          |
| 94            | Giulio Ciccone (ITA)    | 2.            |
| 95            | Patrick Konrad (AUT)    | 63.           |
| 96            | Thibau Nys (BEL)        | 5.            |
| 97            | Otto Vergaerde (BEL)    | DNF           |

| Groupama-FDJ GFC | Groupama-FDJ GFC                | Groupama-FDJ GFC |
| ---------------- | ------------------------------- | ---------------- |
| #                | Cyklist                         | Placering        |
| 101              | Romain Grégoire (FRA)           | 19.              |
| 102              | Rémi Cavagna (FRA)              | 118.             |
| 103              | Kevin Geniets (LUX) (landsväg)  | 52.              |
| 104              | Valentin Madouas (FRA)          | 64.              |
| 105              | Guillaume Martin-Guyonnet (FRA) | 21.              |
| 106              | Rudy Molard (FRA)               | 56.              |
| 107              | Quentin Pacher (FRA)            | 109.             |

| Alpecin-Deceuninck ADC | Alpecin-Deceuninck ADC | Alpecin-Deceuninck ADC |
| ---------------------- | ---------------------- | ---------------------- |
| #                      | Cyklist                | Placering              |
| 111                    | Quinten Hermans (BEL)  | 47.                    |
| 112                    | Tobias Bayer (AUT)     | 119.                   |
| 113                    | Ramses Debruyne (BEL)  | 80.                    |
| 114                    | Gal Glivar (SLO)       | 126.                   |
| 115                    | Xandro Meurisse (BEL)  | 71.                    |
| 116                    | Stan Van Tricht (BEL)  | DNF                    |
| 117                    | Emiel Verstrynge (BEL) | 14.                    |

| Decathlon-AG2R La Mondiale DAT | Decathlon-AG2R La Mondiale DAT | Decathlon-AG2R La Mondiale DAT |
| ------------------------------ | ------------------------------ | ------------------------------ |
| #                              | Cyklist                        | Placering                      |
| 121                            | Aurélien Paret-Peintre (FRA)   | 18.                            |
| 122                            | Clément Berthet (FRA)          | 28.                            |
| 123                            | Noa Isidore (FRA)              | 115.                           |
| 124                            | Jordan Labrosse (FRA)          | 70.                            |
| 125                            | Nans Peters (FRA)              | 74.                            |
| 126                            | Callum Scotson (AUS)           | 98.                            |
| 127                            | Bastien Tronchon (FRA)         | 46.                            |

| XDS Astana Team XAT | XDS Astana Team XAT       | XDS Astana Team XAT |
| ------------------- | ------------------------- | ------------------- |
| #                   | Cyklist                   | Placering           |
| 131                 | Clément Champoussin (FRA) | 100.                |
| 132                 | Nicola Conci (ITA)        | 49.                 |
| 133                 | Anton Kuzmin (KAZ)        | DNF                 |
| 134                 | Christian Scaroni (ITA)   | 23.                 |
| 135                 | Ide Schelling (NED)       | DNF                 |
| 136                 | Diego Ulissi (ITA)        | 36.                 |
| 137                 | Simone Velasco (ITA)      | 4.                  |

| Bahrain Victorious TBV | Bahrain Victorious TBV   | Bahrain Victorious TBV |
| ---------------------- | ------------------------ | ---------------------- |
| #                      | Cyklist                  | Placering              |
| 141                    | Santiago Buitrago (COL)  | 37.                    |
| 142                    | Pello Bilbao (ESP)       | 29.                    |
| 143                    | Roman Ermakov (RUS)      | DNF                    |
| 144                    | Jack Haig (AUS)          | 53.                    |
| 145                    | Mathijs Paasschens (NED) | 112.                   |
| 146                    | Robert Stannard (AUS)    | DNF                    |
| 147                    | Edoardo Zambanini (ITA)  | 72.                    |

| Team Visma \| Lease a Bike TVL | Team Visma \| Lease a Bike TVL | Team Visma \| Lease a Bike TVL |
| ------------------------------ | ------------------------------ | ------------------------------ |
| #                              | Cyklist                        | Placering                      |
| 151                            | Tiesj Benoot (BEL)             | 13.                            |
| 152                            | Tijmen Graat (NED)             | 113.                           |
| 153                            | Ben Tulett (GBR)               | 20.                            |
| 154                            | Attila Valter (HUN) (landsväg) | 31.                            |
| 155                            | Loe van Belle (NED)            | DNF                            |
| 156                            | Tosh Van der Sande (BEL)       | DNF                            |
| 157                            | Julien Vermote (BEL)           | DNF                            |

| Movistar Team MOV | Movistar Team MOV       | Movistar Team MOV |
| ----------------- | ----------------------- | ----------------- |
| #                 | Cyklist                 | Placering         |
| 161               | Enric Mas (ESP)         | 99.               |
| 162               | Jorge Arcas (ESP)       | DNF               |
| 163               | Nelson Oliveira (POR)   | 54.               |
| 164               | Davide Formolo (ITA)    | 79.               |
| 165               | Ruben Guerreiro (POR)   | 55.               |
| 166               | Gregor Mühlberger (AUT) | DNF               |
| 167               | Mathias Norsgaard (DEN) | DNF               |

| Cofidis COF | Cofidis COF                    | Cofidis COF |
| ----------- | ------------------------------ | ----------- |
| #           | Cyklist                        | Placering   |
| 171         | Alex Aranburu (ESP) (landsväg) | 15.         |
| 172         | Valentin Ferron (FRA)          | DNF         |
| 173         | Ion Izagirre (ESP)             | 34.         |
| 174         | Jan Maas (NED)                 | DNF         |
| 175         | Sylvain Moniquet (BEL)         | 68.         |
| 176         | Paul Ourselin (FRA)            | 122.        |
| 177         | Dylan Teuns (BEL)              | 88.         |

| Uno-X Mobility UXM | Uno-X Mobility UXM               | Uno-X Mobility UXM |
| ------------------ | -------------------------------- | ------------------ |
| #                  | Cyklist                          | Placering          |
| 181                | Magnus Cort (DEN)                | 84.                |
| 182                | Martin Bugge Urianstad (NOR)     | DNF                |
| 183                | Fredrik Dversnes (NOR)           | 65.                |
| 184                | Ådne Holter (NOR)                | 66.                |
| 185                | Anders Halland Johannessen (NOR) | 116.               |
| 186                | Andreas Leknessund (NOR)         | 17.                |
| 187                | Sakarias Koller Løland (NOR)     | 67.                |

| EF Education-EasyPost EFE | EF Education-EasyPost EFE | EF Education-EasyPost EFE |
| ------------------------- | ------------------------- | ------------------------- |
| #                         | Cyklist                   | Placering                 |
| 191                       | Ben Healy (IRL)           | 3.                        |
| 192                       | Kasper Asgreen (DEN)      | 117.                      |
| 193                       | Samuele Battistella (ITA) | 90.                       |
| 194                       | Alex Baudin (FRA)         | 30.                       |
| 195                       | Neilson Powless (USA)     | 10.                       |
| 196                       | Archie Ryan (IRL)         | 61.                       |
| 197                       | Harry Sweeny (AUS)        | 91.                       |

| Team Jayco AlUla JAY | Team Jayco AlUla JAY          | Team Jayco AlUla JAY |
| -------------------- | ----------------------------- | -------------------- |
| #                    | Cyklist                       | Placering            |
| 201                  | Ben O'Connor (AUS)            | 44.                  |
| 202                  | Koen Bouwman (NED)            | 73.                  |
| 203                  | Chris Harper (AUS)            | 42.                  |
| 204                  | Michael Hepburn (AUS)         | DNF                  |
| 205                  | Michael Matthews (AUS)        | 11.                  |
| 206                  | Mauro Schmid (SUI) (landsväg) | 22.                  |
| 207                  | Filippo Zana (ITA)            | 51.                  |

| Intermarché-Wanty IWA | Intermarché-Wanty IWA        | Intermarché-Wanty IWA |
| --------------------- | ---------------------------- | --------------------- |
| #                     | Cyklist                      | Placering             |
| 211                   | Louis Barré (FRA)            | 25.                   |
| 212                   | Kamiel Bonneu (BEL)          | DNF                   |
| 213                   | Dries De Pooter (BEL)        | DNF                   |
| 214                   | Alexander Kamp Egested (DEN) | DNF                   |
| 215                   | Gerben Kuypers (BEL)         | DNF                   |
| 216                   | Tom Paquot (BEL)             | DNF                   |
| 217                   | Georg Zimmermann (GER)       | 48.                   |

| Lotto LOT | Lotto LOT                 | Lotto LOT |
| --------- | ------------------------- | --------- |
| #         | Cyklist                   | Placering |
| 221       | Lennert Van Eetvelt (BEL) | 16.       |
| 222       | Logan Currie (NZL)        | 94.       |
| 223       | Jarrad Drizners (AUS)     | DNF       |
| 224       | Arjen Livyns (BEL)        | DNF       |
| 225       | Eduardo Sepúlveda (ARG)   | 83.       |
| 226       | Reuben Thompson (NZL)     | 85.       |
| 227       | Jonas Gregaard (DEN)      | 114.      |

| Team TotalEnergies TEN | Team TotalEnergies TEN    | Team TotalEnergies TEN |
| ---------------------- | ------------------------- | ---------------------- |
| #                      | Cyklist                   | Placering              |
| 231                    | Jordan Jegat (FRA)        | 24.                    |
| 232                    | Rayan Boulahoite (FRA)    | 129.                   |
| 233                    | Mathieu Burgaudeau (FRA)  | 69.                    |
| 234                    | Fabien Doubey (FRA)       | 107.                   |
| 235                    | Fabien Grellier (FRA)     | 127.                   |
| 236                    | Valentin Retailleau (FRA) | 120.                   |
| 237                    | Baptiste Vadic (FRA)      | DNF                    |

| Wagner Bazin WB WB2 | Wagner Bazin WB WB2         | Wagner Bazin WB WB2 |
| ------------------- | --------------------------- | ------------------- |
| #                   | Cyklist                     | Placering           |
| 241                 | Floris De Tier (BEL)        | 60.                 |
| 242                 | Luca De Meester (BEL)       | DNF                 |
| 243                 | Ceriel Desal (BEL)          | 110.                |
| 244                 | Johan Meens (BEL)           | 111.                |
| 245                 | Henri-François Haquin (FRA) | 121.                |
| 246                 | Leander Van Hautegem (BEL)  | DNF                 |
| 247                 | Loïc Vliegen (BEL)          | DNF                 |

Förklaringar
DNF = Fullföljde inte, OTL = Utanför tidsgränsen, DNS = Startade inte, DSQ = Diskvalificerad